# Perfume LIVE 2022 ［polygon wave］
『Perfume LIVE 2022 [polygon wave]』は日本の3人組テクノポップユニット・Perfumeが2022年1月9日から16日にかけて行ったアリーナライブである。
前年にP.T.A会員限定で行われ、2021年12月24日よりAmazon Prime Videoで独占配信が行われた『Perfume LIVE 2021 [polygon wave]』の再演である。
ほとんどの演出が前年と同様でセットリストもほぼ同じであるが、前年のライブと異なるのはポリゴンウェイヴ (Original Mix)の後に、無限未来ではなくアンドロイド&が演じられた点である。
前年のライブ同様、最後に未発表新曲「マワルカガミ (polygon wave live ver.)」が披露されている。本楽曲は2022年3月9日発売のシングル「Flow」のカップリングに「マワルカガミ (polygon wave live ver.)」として収録されている。

## セットリスト
1. システムリブート
2. 不自然なガール
3. Pick Me Up
4. 再生
5. Future Pop
6. TOKYO GIRL
7. I still love U
8. マカロニ
9. ポリゴンウェイヴ (Original Mix)
10. アンドロイド&
11. GLITTER
12. FAKE IT
13. ポリリズム
14. Time Warp
15. Miracle Worker
16. MY COLOR
17. マワルカガミ (polygon wave live ver.)※ライブ当時新曲